# Ramón Lorite Sabater
Ramón Lorite Sabater   (Úbeda, 1850 - 19 d'agost de 1907) fou un polític espanyol, governador civil de diverses províncies i diputat a les Corts Espanyoles durant la restauració borbònica.

## Biografia
De jove es va interessar per la política, apropant-se primer a Francisco Romero Robledo i després a Antonio Cánovas del Castillo. Donà suport a la restauració borbònica i en 1880 va substituir en el seu escó Victorino Fabra Adelantado, elegit diputat per Llucena a les eleccions generals espanyoles de 1879. Després ell mateix seria elegit diputat del Partit Conservador a les eleccions generals espanyoles de 1884 pel districte de Sigüenza.
De 1891 a 1892 fou nomenat governador civil de Pontevedra, de 1895 a 1898 de Tayabas (Filipines) i de 1901 a 1902 governador civil de les Illes Canàries. A la mort de Cánovas del Castillo en 1897 es va passar al Partit Liberal i va rebre dos cops la creu de l'Orde Civil de la Beneficència.